# Damclub Schiedam
Damclub Schiedam is een damclub in Schiedam die is aangesloten bij de Zuid-Hollandse Dambond. 
De club wordt sinds 2001 gesponsord door Van Stigt Thans Assurantiën en werd daarmee Nederlands kampioen in de seizoenen 2005/06, 2007/08 en 2008/09. 
In het seizoen 2009/10 verloor het de beslissingswedstrijd om de landstitel met 9 - 11 van damvereniging Huissen. 
Voor de club spelen wereldtoppers als meervoudig wereldkampioen Aleksandr Schwarzman, ex-wereldkampioen Anatoli Gantvarg, WK-uitdager in 1985 Rob Clerc, voormalig Europees aspirantenkampioen Jeroen van den Akker en Nederlands kampioen 2008 Ron Heusdens. 